# Expresul zăpezii
Snowpiercer  (coreeană 설국열차; hanja: 雪國列車; RR: Seolgugyeolcha) este un film SF postapocaliptic sud-corean din 2013 regizat de Joon-ho Bong. În rolurile principale joacă actorii Chris Evans, Jamie Bell, Tilda Swinton, John Hurt și Ed Harris.
Filmul este bazat pe romanul grafic Le Transperceneige inspirat de seria de romane SF La Compagnie des glaces ale autorului francez Georges-Jean Arnaud.

## Prezentare
Acțiunea filmului are loc într-un viitor în care un experiment pentru stoparea încălzirii globale a scăpat de sub control și a  a provocat o epocă glaciară care a ucis aproape toată viața de pe Pământ. Singurii supraviețuitori sunt locuitorii din 'Snowpiercer', un imens tren care circulă în jurul planetei și care este propulsat de un motor aflat într-o mișcare permanentă. De-a lungul timpului apare un sistem de clase sociale în tren, elitele locuind în partea din față a trenului și săracii în partea din spate a acestuia. Sătui de condițiile precare de viață, călătorii din spate se revoltă, încercând să preia controlul motorului pe care elitele din față îl consideră sacru.

## Distribuție
- Chris Evans - Curtis Everett[22]
- Song Kang-ho - Namgoong Minsu
- Go Ah-sung - Yona
- Jamie Bell - Edgar[23]
- John Hurt - Gilliam[24]
- Tilda Swinton -  Mason[23]
- Octavia Spencer - Tanya[25]
- Ed Harris - Wilford[26]
- Ewen Bremner - Andrew
- Luke Pasqualino - Grey
- Alison Pill - Teacher
- Vlad Ivanov - Franco the Elder
- Clark Middleton - Painter
- Tómas Lemarquis - Egg-head
- Igor Jurić - Dark voice
- Griffin Seymour - Boy (in school classroom)

## Producție

### Filmări
Filmările principale au început la 16 aprilie 2012, fiind realizate în întregime la Barrandov Studios, Praga, Republica Cehă.  S-au încheiat la 14 iulie 2012 și procesul de post-producție a avut loc în Coreea de Sud.